# 巴登地区劳芬堡
巴登地区劳芬堡（德語：Laufenburg (Baden)），简称劳芬堡（德語：Laufenburg，發音：[ˈlaʊfn̩ˌbʊʁk] ⓘ），是德国巴登-符腾堡州弗赖堡行政区瓦尔茨胡特县的城市，与瑞士同名市镇隔莱茵河相望，面积23.55平方千米，2023年12月31日人口为9,182人。

## 友好城市
- 法國 勒克鲁瓦西克（1973年）